# Clémence Poésy
Pour les articles homonymes, voir Guichard et Poésy.
Clémence Guichard, dite Clémence Poésy, est une actrice française, née le 30 octobre 1982 à L'Haÿ-les-Roses (Île-de-France). 
Sa notoriété mondiale est en partie due à son interprétation de Fleur Delacour entre 2005 et 2011 dans la série de films américano-britanniques Harry Potter.
Entre 2013 et 2018, elle forme un duo avec Stephen Dillane dans la série policière Tunnel.

## Biographie

### Enfance et formation
Fille du directeur de la compagnie théâtrale dénommée le Théâtre du Sable et d'une professeure de français, Clémence Guichard fait ses premiers pas sur scène à l'âge de 14 ans.
Elle passe sa scolarité à l'école nouvelle La Source de Meudon. Son nom de scène, Poésy, est celui de sa mère. Sa sœur Maëlle est également actrice et metteuse en scène de théâtre.

### Vie privée
En 2016, elle donne naissance à un garçon, Liam. Le 30 septembre 2019, elle officialise sa deuxième grossesse au défilé Stella McCartney. Le 3 septembre 2021, elle officialise sa troisième grossesse lors du Festival de Deauville. Très discrète sur sa vie privée, Clémence Poésy n'a jamais révélé le nom du père de ses enfants.

## Carrière
Elle débute dans des productions télévisées telles La vie quand même et Tania Boréalis.
En 2003, elle se fait remarquer dans le rôle de la fille excentrique du couple Carole Bouquet-André Wilms dans la comédie Bienvenue chez les Rozes.
En 2000, elle participe au clip de Cela nous aurait suffi du chanteur Raphaël. Le clip est très sombre et elle y joue une jeune femme en robe de mariée.
Partie vivre en Angleterre, elle y tourne l'épopée historique en deux parties Gunpowder, Treason and Plot dans laquelle elle incarne la reine d'Écosse Marie Stuart aux côtés de Robert Carlyle, puis participe à la série américaine Révélations, portée par Bill Pullman et Natascha McElhone.
En 2005, elle interprète la sorcière française Fleur Delacour, qui affronte Harry Potter, joué par Daniel Radcliffe, lors du Tournoi des Trois Sorciers dans Harry Potter et la Coupe de Feu réalisé par Mike Newell. Elle hésite d'abord, se pensant trop âgée pour ce rôle, car elle a 22 ans alors que son personnage n'a que 17 ans. Ce rôle lui permet d'acquérir une notoriété internationale. Bilingue, elle doit s'efforcer, dans la version originale, de parler anglais avec un fort accent français.
En 2006, elle joue dans l'adaptation cinématographique du célèbre roman Le Grand Meaulnes, puis dans Les Amants du Flore, téléfilm sur les vies de Simone de Beauvoir et Jean-Paul Sartre de nouveau aux côtés de Lorànt Deutsch, et dans la série de Lili Zanuck sur NBC Revelations.
En 2007, le succès de ses précédents films lui permet de tourner dans plusieurs films internationaux : elle joue dans Bons Baisers de Bruges de Martin McDonagh, une comédie dramatique sortie en 2008 avec à l'affiche Colin Farrell, Ralph Fiennes et Brendan Gleeson.
Elle apparaît également dans la distribution de Tender Interface, film de science-fiction américano-hongrois lui offrant son premier rôle principal au cinéma au côté de Paul Giamatti.
En 2007, elle ne laisse pas tomber pour autant sa carrière dans la francophonie, puisqu'elle est à l'affiche de Sans moi, un drame, Le Dernier Gang, un film policier, ainsi que La Troisième Partie du monde, un drame fantastique où elle partage l'affiche avec Gaspard Ulliel.
Elle a également joué dans une fiction de production pan-européenne de télévision : Guerre et Paix, adaptée du roman de Léon Tolstoï par Robert Dornhelm.
En 2008, elle est choisie pour incarner le nouveau parfum éponyme de la célèbre marque Chloé aux côtés de l'actrice Chloë Sevigny et du mannequin Anja Rubik.
En 2010, elle tourne dans Lullaby aux côtés de Rupert Friend, puis enchaîne avec Harry Potter et les Reliques de la Mort, où elle reprend son rôle de Fleur Delacour, puis avec Jeanne captive de Philippe Ramos, film pour lequel elle endosse le rôle-titre de Jeanne d'Arc, sorti en salles en novembre 2011. À l'automne de la même année, elle apparaît dans quatre épisodes de la saison 4 de la série américaine Gossip Girl, dans le rôle d'Eva Coupeau, la petite amie de Chuck Bass.
En 2011, elle prête sa voix sur la chanson Happenstance de Miles Kane, extrait de l'album Colour of the Trap (en).
En 2012, elle pose pour la collection printemps-été de la marque G-Star.
À partir de 2013, elle interprète le rôle principal de la capitaine de la PJ de Calais Elise Wassermann dans la série télévisée policière Tunnel sur Canal+, accompagnée du comédien britannique Stephen Dillane dans le rôle de l'enquêteur Karl Roebuck. Ce remake de la série danoise narre dans sa première saison la découverte d'un corps à la frontière du tunnel sous la Manche, obligeant ainsi les services de police de la France et du Royaume-Uni à coopérer. La série connait une deuxième saison diffusée en 2016, ainsi qu'une troisième diffusée en 2018,.
En 2014, elle lit Bonjour tristesse de Françoise Sagan pour un feuilleton radiophonique de France Culture, célébrant le soixantième anniversaire de la parution du roman et le dixième anniversaire de la mort de son auteure.
En 2018, elle tient le rôle de l'artiste Françoise Gilot dans la seconde saison de l'anthologie historique Genius diffusée sur National Geographic, avec Antonio Banderas dans le rôle de Pablo Picasso.
En 2019, elle réalise son premier film, un court métrage intitulé Le Coup des larmes et présenté lors du Festival de Venise en 2019.
En 2020, elle joue le rôle d'une scientifique dans le film Tenet, de Christopher Nolan. En 2021, elle est une des patientes, accompagnée par Pio Marmaï qui joue son mari, de Frédéric Pierrot dans En thérapie, la série télévisée française créée par Éric Toledano et Olivier Nakache. Elle reprend son rôle en 2022 dans la deuxième saison.
Pour Audible, elle fait en 2021 la narration du roman Emma (1815) de Jane Austen. L'année d'après et toujours pour le même service, elle tient le rôle principal, celui de la capitaine Julie Nils, dans la fiction audio De profundis de Franck Gombert,.
Toujours en 2022, elle joue son propre rôle dans la série Ten Percent (en), la version britannique de la série française Dix pour cent (2015-2020). Elle joue également la femme de Tom Hiddleston dans la série d'Apple TV+ The Essex Serpent. En novembre de la même année, elle est annoncée à la distribution de la série The Walking Dead: Daryl Dixon, un dérivé de la série de zombies The Walking Dead (2010-2022) — d'après les comics de Robert Kirkman —, centré sur le personnage de Daryl Dixon campé par Norman Reedus. Dans cette suite qui se délocalise pour se dérouler en France, Clémence Poésy tient le rôle d'une membre d'un groupe religieux progressiste du nom d'Isabelle.

### Festivals
En 2011, elle est membre du jury de la 23e édition du Festival Premiers Plans d'Angers.
En 2014, elle fait partie de deux jurys. D'abord lors du 67e Festival de Locarno dans la catégorie Concorso Cineasti del presente et sous la présidence du réalisateur syrien Oussama Mohammed, et ensuite lors du 40e Festival du cinéma américain de Deauville, dans la catégorie Révélation Cartier sous la présidence de l'actrice et réalisatrice française Audrey Dana.
En 2017, elle est membre du jury de Nicole Garcia, lors du 28e Festival du film britannique de Dinard.
En décembre 2018, elle est membre du jury du 10e Festival de cinéma européen des Arcs, sous la présidence du réalisateur Ruben Östlund.
En septembre 2021, elle préside le jury Révélation lors du 47e Festival de Deauville.

## Théâtre
- 2012 : Cyrano de Bergerac d'Edmond Rostand, mise en scène Jamie Lloyd, American Airlines Theatre
- 2013 : Je danse toujours de Timothée de Fombelle, mise en scène Étienne Guichard, La Pépinière-Théâtre

## Filmographie

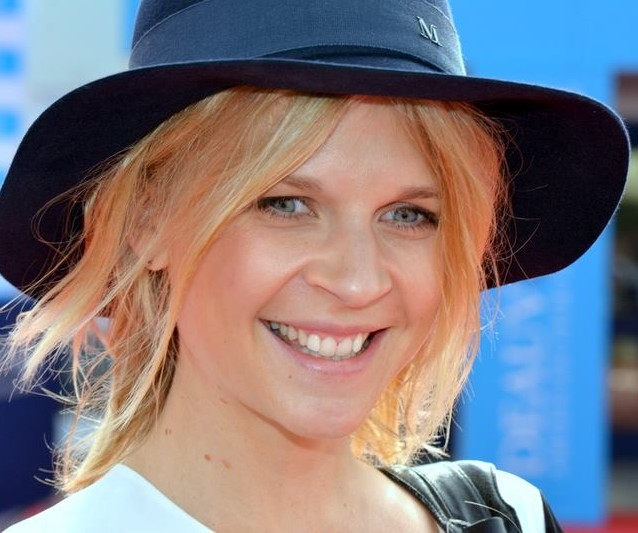
Clémence Poésy au festival du cinéma américain de Deauville 2014.

### Actrice

#### Cinéma

##### Longs métrages
- 2002 : L'Eté d'Olga (Olgas Sommer) de Nina Grosse : Olga
- 2003 : Bienvenue chez les Rozes de Francis Palluau : Magali
- 2005 : Harry Potter et la Coupe de feu (Harry Potter and the Goblet of Fire) de Mike Newell : Fleur Delacour
- 2006 : Le Grand Meaulnes de Jean-Daniel Verhaeghe : Yvonne De Galais
- 2007 : Sans moi d'Olivier Panchot : Lise
- 2007 : Le Dernier Gang de Ariel Zeitoun : Julie
- 2008 : Bons Baisers de Bruges (In Bruges) de Martin McDonagh : Chloë
- 2008 : La Troisième Partie du monde d'Eric Forestier : Emma
- 2009 : Heartless de Philip Ridley : Tia
- 2010 : Pièce montée de Denys Granier-Deferre : Bérengère
- 2010 : 127 Heures de Danny Boyle : Rana
- 2010 : Lullaby de Benoît Philippon : Pi
- 2010 : Harry Potter et les Reliques de la Mort, partie 1 (Harry Potter and the Deathly Hallows: Part 1) de David Yates : Fleur Delacour
- 2010 : Le Mystère de Jean-Teddy Filippe : Valentine
- 2011 : Harry Potter et les Reliques de la Mort, partie 2 (Harry Potter and the Deathly Hallows: Part 2) de David Yates : Fleur Delacour
- 2011 : Jeanne captive de Philippe Ramos : Jeanne d'Arc
- 2013 : Mr. Morgan's Last Love de Sandra Nettelbeck : Pauline Laubie
- 2014 : GHB de Lætitia Masson : la fille de New York
- 2015 : London House (The Ones Below) de David Farr : Kate
- 2015 : Le Grand Jeu de Nicolas Pariser : Laura Haydon
- 2016 : Demain tout commence de Hugo Gélin : Kristin
- 2016 : Sette minuti de Michele Placido : Hira
- 2017 : Alberto Giacometti, The Final Portrait (Final Portrait) de Stanley Tucci : Caroline
- 2017 : Tito e gli alieni de Paola Randi
- 2019 : Resistance de Jonathan Jakubowicz : Emma
- 2020 : Tenet de Christopher Nolan : Barbara
- 2021 : Le Milieu de l'horizon de Delphine Lehericey : Cécile
- 2023 : Un hiver en été de Lætitia Masson : Billie
- 2023 : Je ne suis pas un héros de Rudy Milstein : Elsa
- 2023 : The Last Rifleman de Terry Loane : Juliette Bellamy
- 2027 : High in the Clouds : Doris (voix)

##### Courts métrages
- 2001 : Petite sœur d'Ève Deboise : Anna
- 2008 : Blanche d'Eric Griffon du Bellay : Chloé
- 2014 : Métamorphoses de Shanti Masud : La Vierge / La Licorne

#### Télévision

##### Téléfilms
- 2001 : Tania Boréalis ou l'étoile d'un été de Patrice Martineau : Maguy
- 2003 : Carnets d'ados : La vie quand même d'Olivier Péray : Jessica
- 2004 : Gunpowder, Treason & Plot (en) de Gillies MacKinnon : Marie Ire d'Écosse
- 2006 : Les Amants du Flore d'Ilan Duran Cohen : Lumi
- 2007 : Guerre et Paix de Robert Dornhelm : Natacha Rostov
- 2012 : Birdsong de Philip Martin : Isabelle

##### Séries télévisées
- 1999 : Un homme en colère : Hélène
- 2000 : Les Monos : Julia
- 2005 : Révélations : E. C.
- 2010 - 2011 : Gossip Girl : Eva Coupeau
- 2012 : The Hollow Crown : Reine Isabelle de France
- 2013 - 2018 : Tunnel : Élise Wassermann
- 2018 : Genius : Françoise Gilot
- 2021 - 2022 : En thérapie : Léonora
- 2022 : The Essex Serpent : Stella Ransome
- 2022 : Ten Percent (en) : elle-même
- 2023 : Sambre : Cécile Dumont
- 2023 - 2024 : The Walking Dead: Daryl Dixon : Isabelle

#### Clips
- 2001 : Raphaël, Cela nous aurait suffi, réalisé par Sébastien Caudron
- 2014 : Yann Tiersen, Météorites, réalisé par Robisrob
- 2017 : Grizzly Bear, Morning Sound, réalisé par Béatrice Pegard
- 2020 : M. Ward, Unreal City

### Réalisation
- 2018 : Le Roi des démons du vent (court métrage)
- 2019 : Le Coup des larmes (court métrage)
- 2021 : H24 (série télévisée)

## Voix off
- 2021 : Emma (1815) de Jane Austen pour Audible (livre audio)
- 2022 : De profundis de Franck Gombert pour Audible : la capitaine Julie Nils (fiction audio)

## Distinctions

### Récompenses
- 2004 : Festival international des programmes audiovisuels de Biarritz de la meilleure actrice dans une mini-série où un téléfilm pour Gunpowder, Treason & Plot (en) (2004).
- Festival du film de Cabourg 2007 : Lauréate du Prix Cygne d'or de la meilleure révélation féminine de l'année dans un drame pour Le Grand Meaulnes (2006).
- 2019 : Feel The Reel International Film Festival de la meilleure réalisatrice dans un court-métrage pour Le Coup des larmes (2019).
- 2019 : French Syndicate of Cinema Critics du meilleur court-métrage pour Le Coup des larmes (2019).
- Off-Courts Trouville 2019 : Lauréat du Prix Unifrance du meilleur court-métrage pour Le Coup des larmes (2019).
- 2019 : Short to the Point International Film Festival de la meilleure réalisatrice dans un court-métrage pour Le Coup des larmes (2019).
- 2020 : Feel The Reel International Film Festival du meilleur scénario partagée avec Eric Forestier (Scénariste) dans un court-métrage pour Le Coup des larmes (2019).

### Sélections et nominations
- Aesthetica Short Film Festival 2019 : Nomination au Prix du Festival du meilleur court-métrage pour Le Coup des larmes (2019).
- 2019 : Bogoshorts Bogota Short film Festival du meilleur court-métrage de fiction pour Le Coup des larmes (2019).
- 2019 : Chéries-Chéris du meilleur court-métrage pour Le Coup des larmes (2019).
- 2019 : Festival du film d’El Gouna, meilleur court-métrage pour Le Coup des larmes (2019).
- 2019 : Evolution! Mallorca International Film Festival du meilleur court-métrage pour Le Coup des larmes (2019).
- Festival International de Film Saint-Jean-de-Luz 2019 : Nomination au Grand Prix du meilleur court-métrage pour Le Coup des larmes (2019).
- 2019 : Flickerfest International Short Film Festival du meilleur court-métrage pour Le Coup des larmes (2019).
- 2019 : OUTshine Film Festival du meilleur court-métrage pour Le Coup des larmes (2019).
- Paris Courts Devant 2019 : Nomination au Grand Prix du meilleur court-métrage pour Le Coup des larmes (2019).
- 2019 : Portobello Film and Video Festival du meilleur court-métrage pour Le Coup des larmes (2019).
- QFest - San Antonio LGBT International Film Festival 2019 : Nomination au Prix du Jury du meilleur court-métrage pour Le Coup des larmes (2019).
- 2019 : Raindance Film Festival du meilleur court-métrage pour Le Coup des larmes (2019).
- 2019 : THESS International Short Film Festival du meilleur court-métrage pour Le Coup des larmes (2019).
- Venice Film Festival 2019 : Nomination au Prix Venice Horizons du meilleur court-métrage pour Le Coup des larmes (2019).
- 2020 : Festival international du film d'Aubagne du meilleur court-métrage pour Le Coup des larmes (2019).
- 2020 : Friss HÃºs International Shortfilm Festival du meilleur court-métrage pour Le Coup des larmes (2019).
- 2020 : Los Angeles CineFest du meilleur court-métrage pour Le Coup des larmes (2019).
- 2020 : Los Angeles Short Film Festival du meilleur court-métrage pour Le Coup des larmes (2019).
- 2020 : Mecal Barcelona International Short and Animation Film Festival du meilleur court-métrage pour Le Coup des larmes (2019).
- 2020 : Philadelphia Independent Film Festival du meilleur court-métrage pour Le Coup des larmes (2019).
- 2020 : Zinegoak Bilbao International GLT Film Festival du meilleur court-métrage pour Le Coup des larmes (2019).